# Immer wenn es dunkel wird
Immer wenn es dunkel wird ist ein Lied der deutschen Band Juli. Es erschien im September 2010 auf ihrem dritten Album In Love und wurde im Januar 2011 als Single ausgekoppelt.

## Inhalt
Nach Aussage von Sängerin Eva Briegel (am 19. Januar 2011 in der Sendung TV total) geht es in dem Lied um „stille Momente, in denen […] man manchmal gewahr wird, dass man nicht nur Fehler gemacht hat im Leben“.

## Veröffentlichung
Immer wenn es dunkel wird ist der Eröffnungstrack des Albums In Love, das am 17. September 2010 erschien. Am 21. Januar 2011 wurde das Lied als zweite Single aus dem Album ausgekoppelt. Zur Promotion der Single spielte die Band das Lied unter anderem am 19. Januar 2011 bei TV total und am 20. Januar 2011 in einer Akustikversion bei MTV Home.
Die Single wurde ausschließlich in einer 2-Track-Version veröffentlicht und beinhaltet die Singleversion sowie eine von Robot Koch getätigte Remixversion zu Immer wenn es dunkel wird. Bei iTunes erschien mit dem Phon.O Remix (4:02) ein weiterer Remix des Liedes. Zur Nachfolgesingle Süchtig wurde dort im Mai 2011 zudem eine Akustikversion von Immer wenn es dunkel wird (4:00) veröffentlicht.

## Musikvideo
Das offizielle Musikvideo zu Immer wenn es dunkel wird wurde von Hagen Decker (Regie) und Tanja Häring (Kamera) für Golo Media gedreht. Das komplett in einer Studiokulisse gedrehte Video zeigt die Bandmitglieder vor einem sehr schlicht gehaltenen mal weißen, mal schwarzen Hintergrund, während immer wieder Gegenstände wie Laubblätter, Fotonegative, schwarze Luftballons und schließlich Regentropfen von der Decke fallen.

## Mitwirkende
| Liedproduktion - Eva Briegel: Gesang - Andreas „Dedi“ Herde: Bass - Jonas Pfetzing: Gitarre - Simon Triebel: Gitarre - Marcel Römer: Schlagzeug - Olaf Opal: Produktion, Abmischung - Tobias Siebert: Produktion, Abmischung - Jörg Siegeler: Engineering, Mastering - Robot Koch: Remix, zusätzliche Produktion | Artwork - Rosa und Gerlinde: Foto Unternehmen - Universal Music Domestic Pop: Musiklabel - Island Records: Musiklabel - EMI Music Publishing: Musikverlag - Miraphon Management: Künstlermanagement - Studio Kanal 24, Bochum: Tonstudio - Pfadfinderei: Artwork |

## Charts und Chartplatzierungen
In den deutschen Singlecharts stieg der Titel am 4. Februar 2011 auf Platz 37 ein, was zugleich seine höchste Chartplatzierung darstellte, und verblieb fünf Wochen in den Charts. In Österreich und in der Schweiz erreichte das Lied keine Chartsnotierung.
| ChartsChartplatzierungen | Höchstplatzierung | Wochen |
| ------------------------ | ----------------- | ------ |
| Deutschland (GfK)        | 37 (5 Wo.)        | 5      |